# Sciuro-hypnum hylotapetum
Sciuro-hypnum hylotapetum là một loài Rêu trong họ Brachytheciaceae. Loài này được (N.L. Higinb. & B.L. Higinb.) Ignatov & Huttunen mô tả khoa học đầu tiên năm 2002.